# Баурчук Арт Текин
Баурчук Арт Текин (Barčuq-art-tigin, известный также как идикут Баурчук, идикут Барчук) — идикут уйгурского государства Кочо в Бешбалике (близ современного Урумчи), Кара-Ходже (близ современного Турфана, известного также как Идикут-Шахри) и Кумуле между 1208 и 1235 годами. В результате его политики Уйгурия присоединилась к Монгольской империи в качестве её пятого улуса (округа) в 1211 году.
В 1209 году Баурчук поднял восстание против каракитайского гурхана, который вынудил уйгуров платить дань. Он убил посланца гурхана Шаукама и отправил посольство к Чингисхану, прося его о помощи. Монгольский правитель принял депутацию Баурчука и заверил его в своей поддержке.
В течение следующих двух лет Баурчук организовал военные походы против найманов и убил четырех сыновей их правителя Даян-хана. После этого проявления верности Чингисхану он был принят последним в Монголии (1211 г.), женился на его дочери Алтун-беги и был объявлен Чингисханом своим пятым сыном после Джучи, Чагатая, Угэдэя и Тулуя.
В сентябре 1219 года Баурчук присоединился к Чингисхану в нападении на государство Хорезмшахов, лично командуя 10 000 войсками туменов и принимая участие в осаде Отрара и Нишапура (разрушенных монголами). Весной 1226 года он принял активное участие в двухлетней монгольской экспедиции против Тангутского царства (известного в китайских хрониках как Западное Ся), возглавляемой самим Чингисханом и завершившейся почти полным уничтожением тангутского народа, который был объявлен ответственным за гибель Чингисхана под стенами осажденной тангутской столицы в сентябре 1227 года. Участие Баурчука в экспедиции по уничтожению Тангутского государства было мотивировано не только его обязательствами союзника монголов, но и враждой, существовавшей между тангутами и уйгурами со времени разрушения уйгурского государства в Ганьсу (848—1036) за два столетия до этого, во время уйгуро-тангутской войны 1028—1036 годов, сопровождавшейся массовыми убийствами его жителей. Население Тангутского царства сократилось примерно с 3 000 000 человек до менее чем ста тысяч, которые в конечном итоге были ассимилированы другими этническими группами, в основном монгольского, тюркского и тибетского происхождения.